# ولاية طنجالة

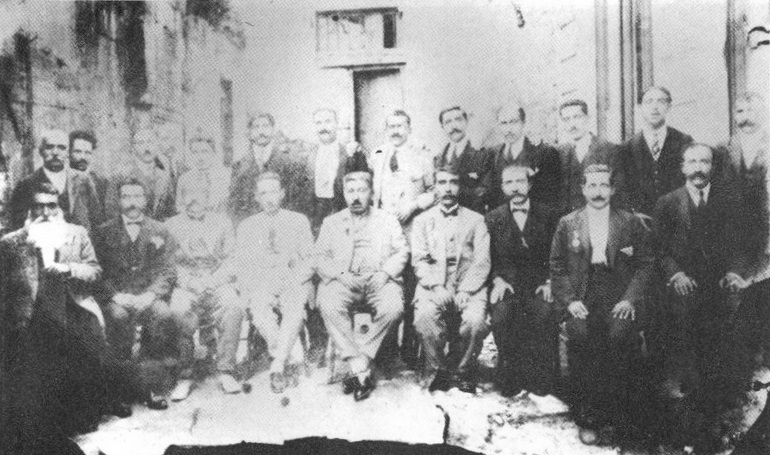
عشائر «درسيم»

وِلَايَةُ طُنْجَالَة (بالتركية: طونج ایلی ولایت؛ بالكردية: پارێزگای دێرسیم) ولاية تركية تقع في منطقة شرق الأناضول. عاصمتها مدينة طنجالة تبلغ مساحتها 7,406 كم2 ويبلغ عدد سكانها 93,584 نسمة كما يبلغ معدل الكثافة السكانية 12/كم2 . سكانها من الكرد العلويين ويتحدثون لهجة زازة ويسمون مدينتهم درسيم وهي مركز قوي للحركة القومية الكردية منذ ثورة سيد رضا درسيم عام 1936.

## أعلام
- سرمين بالق